# Wilbert Kirk
Wilbert Kirk (* um 1906 in New Orleans; † 26. September 1983) war ein US-amerikanischer Jazzmusiker (Schlagzeug, Mundharmonika).
Kirk wuchs in der Nähe von St. Louis auf, wo er seine Karriere als Musiker in Theaterorchestern begann. 1930 spielte er bei Dewey Jackson, außerdem bei Fate Marable und 1934/35 im Jeter-Pillars Orchestra.  Ab Mitte der 1930er-Jahre arbeitete er bei Noble Sissle, im folgenden Jahrzehnt mit Sammy Price, Don Redman, Sidney Bechet und 1944/45 bei Claude Hopkins. Ende der 1940er-Jahre arbeitete er als Haus-Schlagzeuger im New Yorker Club Zanzibar. Daneben betätigte er sich als Harmonikaspieler; das vom Kirk geleitete Ensemble The Harlemonicats spielte Jazzarrangements. Mit dem Trio trat er mit Novelty Songs in zahlreichen Varieté-Shows und auch im Fernsehen auf.
In den 1950er-Jahren spielte Kirk bei Wilbur De Paris & His „New“ New Orleans Band, mit dem er 1960 in Afrika tourte. Außerdem nahm er mit Rex Stewart auf, in den 1960er-Jahren auch mit den Kansas City All Stars (u. a. mit Ed Lewis, Snub Mosley, Eddie Durham, Eddie Barefield), mit Hayes Alvis, Eddie Durham und Jimmy Nottingham. Im Bereich des Jazz war er zwischen 1936 und 1973 an 36 Aufnahmesessions beteiligt.